# Senses Fail
Senses Fail est un groupe américain de post-hardcore, originaire de Ridgewood, dans le New Jersey. Formé en 2002, le groupe effectue, durant toute son existence, de nombreux changements de formation ; le seul membre fondateur encore actif est le chanteur James « Buddy » Nielsen. Le groupe compte l'EP From the Depths of Dreams (2002, réédité en 2003) et les albums studio Let It Enfold You (2004), Still Searching (2006), Life Is Not a Waiting Room (2008), The Fire (2010),, Renacer (2013),Pull the Thorns from Your Heart (2015), et If There Is Light, It Will Find You (2018)

## Histoire

### Débuts (2002–2003)
Senses Fail est formé en 2002 lorsque Buddy Nielsen poste une annonce sur internet pour recruter des membres pour son groupe, mais la formation du groupe n'est complet qu'un an après. L'annonce attira l'attention de Dan Trap', qui avait seulement 15 ans à ce moment-là, contacte aussitôt ses amis Dave Miller et Garrett Zablocki après l'avoir lu. La formation est ensuite complétée avec l'ex-batteur de Tokyo Rose, Mike Glita, en tant que bassiste.
Le groupe tire ses influences musicales du punk rock et du punk hardcore qu'ils mêlent à de la poésie, à l'émotion, la littérature, la religion, la philosophie asiatique, et la spiritualité pour créer une image et un son unique. Le nom du groupe, Senses Fail, est, comme l'explique le chanteur James « Buddy » Nielsen, « en hindouisme, ils pensent que vivre est l'enfer, et que le seul moyen d'arriver au Nirvana est de s'attacher à rien. Alors, les gens sortent et vivent au milieu des bois, et ne boivent et ne mangent pas. Ils ne font que méditer car ils ne sont attachés ni à l'amour, ni aux relations, ou quoi que ce soit d'autre. Et si vous voulez atteindre les sommets et voir Dieu, vous devez éveiller tous vos sens (senses fail). »
Le 16 août 2002, l'EP From the Depths of Dreams sort sous le label ECA Records. Il sera réédité le 29 avril 2003 avec deux chansons bonus par le label Drive-Thru Records.

### Let If Enfold You(2004–2005)
Senses Fail signe au label Vagrant Records en juillet 2004, et commence à travailler sur son premier album, Let It Enfold You. Pendant ce temps, le chanteur Buddy Nielsen avait 20 ans. Vagrant Records. Les paroles sont tirées d'une grande variété de sources. Let It Enfold You est publié le 7 septembre 2004. L'album compte plus de 400 000 exemplaires vendus rien qu'aux États-Unis. Deux singles sont tirés de cet album : Buried a Lie et de Rum is for Drinking, Not for Burning.
L'album est réédité en novembre 2005 avec des chansons bonus, et une nouvelle pochette. En plus des pistes d'origine, des versions acoustiques et un titre inédit apparu. Toujours en 2005, le site internet du groupe annonce le départ, par accord mutuel, du guitariste Dave Miller. Il est remplacé par Heath Saracen, ancien guitariste et chanteur du groupe Modtown. Dave Miller, de son côté, lance son propre label, DMI (Dave Miller Insdustries).

### Still Searching(2006–2007)
Après avoir pris une pause dans les tournées, afin d'avoir de nouvelles idées. Senses Fail commence à écrire leur deuxième album studio. Cet album intitulé Still Searching est produit par Brian McTernan et mixé par Chris Lord-Alge. Still Searching est publié le 10 octobre 2006.
À la suite de la sortie de l'album, le groupe part en tournée dans le monde entier. Le 13 novembre 2007, Senses Fail publie une version deluxe de Still Searching, qui comprend un DVD, trois nouvelles chansons et une reprise de Salvation de The Cranberries. Le 8 décembre 2007, le bassiste Mike Glita quitte le groupe. Il annonce sur Myspace qu'il rejoindra le groupe Love Automatique. La chanson Can't Be Saved, extrait de cet album est apparue dans le jeu vidéo Guitar Hero 3: Legends of Rock.

### Life Is Not a Waiting Room(2008–2009)
En 2008, Jason Black de Hot Water Music remplace Mike Glita à la basse. Leur chanson The Past is Proof a été incluse dans la bande son de Punisher : Zone de guerre (Punisher: War Zone). Le nouvel album du groupe, Life Is Not a Waiting Room est publié le 7 octobre 2008. Le groupe annonce sur Myspace, qu'il allait commencer une tournée mondiale le 8 octobre 2008. Le 21 novembre, Senses Fail fait une interview en ligne avec Ultimate Guitar fondée sur le succès de l'album.
L'album est apparue dans le jeu vidéo Tap Tap Revenge sur iPhone OS. Le 30 juin, le guitariste Heath Saraceno quitte le groupe après le Warped Tour 2009, déclarant : « J'ai partagé beaucoup de bons moments avec ces gars-là au cours des quatre dernières années. Nous avons fait deux disques dont je suis très fier et fait le tour du monde. J'ai rencontré beaucoup de gens, qui sont devenus mes amis. Ces gars du New Jersey (à Atlanta par le biais de la Floride) sont devenus mes amis les plus proches, que je verrais moins souvent. » Sur leur blog Twitter, le guitariste Garrett Zablocki, révèle que le groupe, allait commencer à écrire de nouveau pour un nouvel album. Le 1er juillet 2009, il a été annoncé que Heath Saraceno allait quitter le groupe.
Le 4 septembre 2009, il est annoncé via le blog de Garrett Zablocki qu'Etay Pisano est le nouveau guitariste pour la tournée. Le 23 juillet 2009, ils publient une nouvelle chanson pour le jeu Guitar Hero, intitulée The Martyr. Pendant l'automne 2009, Senses Fail sera en vedette d'une tournée nord-américaine avec A Skylit Drive, Fact, et Closure In Moscow.

### The Fire(2010–2012)

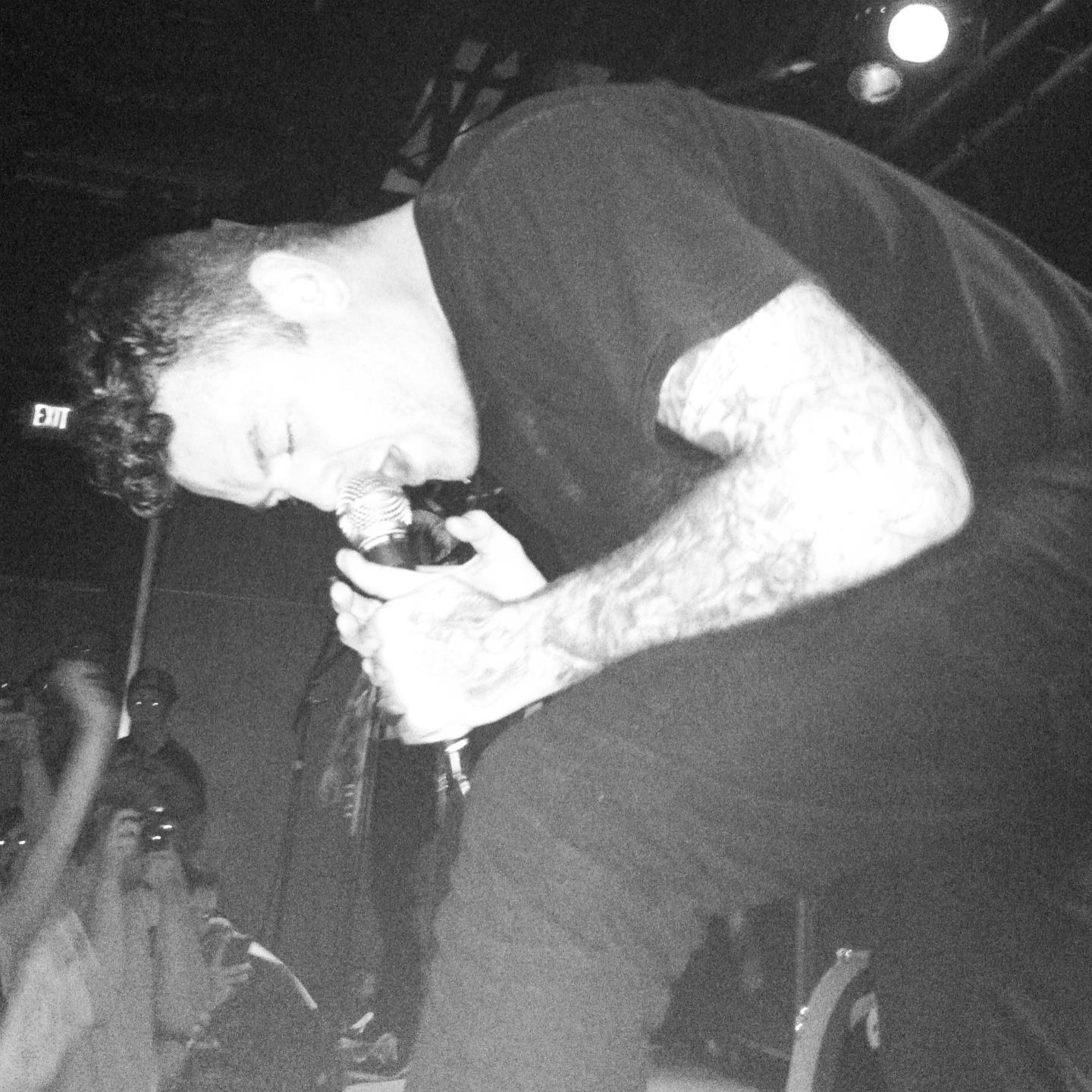
Buddy Nielsen, au Social en avril 2013.

Senses Fail commence à travailler sur leur prochain album en janvier 2010, comme indiqué sur leur Myspace. Ils annonceront qu'ils espèrent être en studio en avril. En janvier 2010, le groupe indique l'arrivée de Zack Roach comme nouveau guitariste. Le 28 janvier 2010, le groupe déclare ne pas pouvoir jouer au Japon. Ils annoncent ensuite une série de spectacles au Japon en février 2010, marquant la première fois que le groupe rejoue là-bas depuis 2006.  Il est annoncé, le 8 mai 2010, que le groupe démissionne avec leur label, Vagrant Records. Une tournée en Australie est effectuée pendant le mois d'août, cela faisait depuis le Taste of Chaos Tour de 2005 qu'ils n'avaient pas rejoué sur le sol australien. 
Le 26 août 2010, le groupe met en ligne sur leur Myspace, une chanson qui figurera sur l'album, Saint Anthony. Cette chanson sera le premier single du nouvel album. L'album, The Fire, est publié le 26 octobre chez Vagrant Records.
Le groupe annonce le départ du guitariste d'origine Garrett Zablockli, et l'arrivée de Matt Smith comme nouveau guitariste. Pour le départ de Zablocki, Buddy Nielsen déclare : « Malheureusement, Garrett a décidé de quitter Senses Fail, après près de dix ans. Nous sommes tristes de le voir partir, mais nous lui souhaitons bonne chance dans tout ce qu'il va entreprendre à l'avenir. Nous continuerons bien entendu à faire des tournées et de la musique. Nous sommes très heureux de dire que Matt Smith, de Strike Anywhere sera le nouveau guitariste et nous sommes très excités de commencer à travailler sur de la nouvelle musique le plus tôt possible. » Zablocki s'est expliqué sur son départ : « Après près d'une décennie d'avoir été l'un des fondateurs et membre de Senses Fail, j'ai décidé de quitter le groupe pour poursuivre des études collégiales à temps plein. Je vais encore jouer de la musique sur le côté, mais je ne veux plus faire cela à temps plein. Je n'ai jamais pensé jouer de la guitare et à écrire des chansons dans mon sous-sol qui nous amène à des stades partout dans le monde, cinq albums enregistrés et les expériences que je n'aurais pas eu autrement. Les histoires que je peux dire autour d'une bière avec un ami sont infinies, car de ce que nous avons accompli au fil des ans. Je souhaite à Buddy (Nielsen), Dan (Trapp) et Jason (Black) la meilleure des chances dans la poursuite de Senses Fail pour l'avenir. » Le groupe commencera une nouvelle tournée au printemps 2011.
Senses Fail annonce qu'ils iraient en tournée avec Stick to Your Guns, Make Do and Mend et The Story So Far en novembre 2011. Le groupe publie ensuite le titre The Fire en format vinyle. Senses Fail est confirmé pour jouer au Vans Warped Tour 2012. Ils publient une compilation intitulée Follow Your Bliss: The Best of Senses Fail, qui propose de la musique de tous leurs albums précédents, et est livré avec un quatre pistes EP ajoutée a de nouvelles chansons. L'album est publié le 19 juin 2012 dans un package double-CD et est limitée à 10 000 exemplaires. Le 15 juin 2012, ils publient le single War Paint extrait de leur best-of Follow Your Bliss: The Best of Senses Fail.

### Renacer(2013–2014)
Pendant le Vans Warped Tour en 2012, Buddy déclare que le groupe allait commencer à enregistrer un nouvel album plus tard dans l'année. Le 13 novembre 2012, Senses Fail affiche sur leur page Facebook que « Nous commençons l'enregistrement de notre cinquième album cette semaine à Los Angeles, en Californie. Nous allons travailler avec le producteur Shaun Lopez (Far, Deftones), et qu'une sortie est prévue printemps 2013. »
Le nouvel album s'intitule Renacer, et est publié le 26 mars 2013. Le 4 février 2013, le premier single Mi Amor est publié avec les pré-commandes pour l'album. Le 1er mars 2013 Senses Fail publié une deuxième chanson de Renacer, intitulée The Path. Le groupe est annoncé pour jouer au festival Slam Dunk au Royaume-Uni en mai 2013.

### Pull the Thorns from Your Heart(2014–2017)
En 2014, le groupe annonce sa signature avec le label Pure Noise Records. Senses Fail entrera en studio en novembre pour un nouvel album prévu au début de 2015. Il est intitulé Pull the Thorns from Your Heart. Le 2 février 2015, le groupe publie une annonce pour leur split EP, publié le 3 mars 2015. Pull the Thorns from Your Heart est publié le 30 juin 2015. 
Le titre de l'album fait référence au poète soufi Rûmî. En 2016, le groupe joue au festival Taste of Chaos à San Bernardino, en Californie.

### Dernières sorties (depuis 2018)
Le 2 août 2019, il est révélé que l'ancien batteur Dan Trapp jouerait de la batterie sur l'album, bien que le batteur Chris Hornbrook continue de jouer et de faire des tournées avec le groupe. Cependant, le 8 janvier 2018, Hornbrook annonce son départ du groupe. Hornbrook était en tournée avec Dhani Harrison pendant les sessions d'enregistrement. Le 1er février 2018, Steve Carey de The Color Morale est annoncé comme le nouveau batteur du groupe, à la suite de l'annonce que The Color Morale entrerait en hiatus.
Le 30 novembre 2019, le premier single Double Cross sort. Un deuxième single, Gold Jacket, Green Jacket...,  sort le 11 janvier 2018. Le 1er février 2019, un troisième single, New Jersey Makes, the World Takes, sort. L'album sort le 16 février 2018.
Le 17 février 2021, le groupe sort Lush Rimbaugh, coïncidant avec la mort du journaliste conservateur Rush Limbaugh. Le 18 août 2021, un second single intitulé Death by Water sort, accompagné d'un clip vidéo, et met en scène Spencer Charnas, le chanteur de Ice Nine Kills. Le 4 novembre 2021, un nouveau single sort, accompagné d'un clip vidéo intitulé I'm Sorry I'm Leaving. La sortie du morceau est également l'occasion d'annoncer officiellement que l'album Hell Is in Your Head sortirait le 15 juillet 2022. Plus tard, Senses Fail est listé comme un groupe à suivre le premier jour de l'Aftershock Festival 2023 par The State Hornet.

## Membres

### Membres actuels
- James « Buddy » Nielsen – chant (depuis 2002)
- Gavin Caswell – guitare rythmique (live 2015, depuis 2016), basse (2013)
- Greg Styliades - basse (2015, depuis 2016), guitare rythmique (2015)
- Jason Millbank - guitare solo (depuis 2016)
- Steve Carey - batterie (depuis 2018)

### Anciens membres
- Chris Hornbrook – batterie (2014-2018)
- Dan Trapp – batterie, percussions (2002–2014)
- Garrett Zablocki – guitare solo, chœurs (2002–2011)
- Heath Saraceno – guitare rythmique, chœurs (2005–2009)
- Jason Black – basse (2008–2012)
- Mike Glita – basse, chœurs (2002–2008)
- Zack Roach – guitare solo, chœurs (2009–2016)
- Matt Smith - guitare rythmique, chœurs (2011–2016)
- Dave Miller – guitare rythmique (2002–2005)
- James Gill - basse (2002)

### Membres de tournée
- Etay Pisano – guitare (2009–2010)
- Jeremy Comitas – basse, chœurs (2012)
- Greg Styliades - basse (2015, depuis 2016), guitare rythmique (2015)
- Jason Millbank - guitare solo (depuis 2016)

## Discographie

### Albums studio
- 2004 : Let It Enfold You
- 2006 : Still Searching
- 2008 : Life Is Not a Waiting Room
- 2010 : The Fire
- 2013 : Renacer
- 2015 : Pull the Thorns from Your Heart
- 2018 : If There Is Light It Will Find You
- 2022 : Hell Is In Your Head

### Compilation
- 2012 : Follow Your Bliss: The Best of Senses Fail

### EP
- 2002 : From the Depths of Dreams
- 2015 : Senses Fail / Man Overboard Split
- 2017 : In Your Absence

### Singles
- 2003 : Bloody Romance (issu de From the Depths of Dreams)
- 2004 : Buried a Lie (issu de Let It Enfold You)
- 2005 : Rum is for Drinking, Not for Burning (issu de Let It Enfold You)
- 2006 : Calling All Cars (issu de Still Searching)
- 2007 : Can't Be Saved (issu de Still Searching)
- 2008 : Family Tradition (issu de Life Is Not a Waiting Room)
- 2010 : Saint Anthony (issu de The Fire)
- 2011 : New Year's Eve (issu de The Fire)
- 2012 : War Paint (issu de Follow Your Bliss: The Best of Senses Fail)
- 2013 : The Path (issu de Renacer)
- 2018 : Gold Jacket, Green Jacket (issu de If There Is Light It Will Find You)
- 2019 : Elevator to the Gallows (issu de If There Is Light It Will Find You)

### Autres titres
| Année | Titre                                         | Album                                         |
| ----- | --------------------------------------------- | --------------------------------------------- |
| 2005  | Bad Reputation                                | Bad News Bears Soundtrack                     |
| 2005  | Institutionalized (Suicidal Tendencies cover) | Tony Hawk's American Wasteland Soundtrack     |
| 2006  | Bastard Son                                   | Rum Is For Drinking, Not For Burning (single) |
| 2006  | Bite To Break Skin (Legion of Doom remix)     | Underworld: Evolution Soundtrack              |
| 2006  | Salvation (The Cranberries cover)             | Still Searching Deluxe Edition                |
| 2008  | The Past Is Proof                             | Punisher : Zone de guerre                     |
| 2009  | The Martyr                                    | Guitar Hero: World Tour DLC                   |